# Слава Україні! (пісня)
«Слава Україні!» — пісня, написана Маркусом Паусом, офіційним композитором Збройних сил Норвегії. Вона заснована на вживанні в усьому світі виразу «Слава Україні» як символ опору та солідарності під час російського вторгнення у 2022 році і наповнена мотивом з початку національного гімну України. Вона вийшла 27 лютого 2022 року, через два дні її записав литовсько-норвезький альтист Повілас Сіріст-Гельгота з філармонії Осло, а невдовзі після цього її транслював норвезький урядовий мовник NRK і співак виступив на концерті миру на підтримку України в Норвезькій музичній академії. Робота також була представлена в програмі на LRT 8 березня 2022 року. Паус описав твір як пісню опору і сказав, що «твір, здається, вражає багатьох людей, у тому числі тих, хто перебуває в середині зони бою. Немає для музики благороднішого завдання, ніж об'єднувати і втішити людей». Незадовго до написання роботи Норвезькі збройні сили доручили Паусу написати головну роботу з «побудови ідентичності та об'єднання» для збройних сил, найбільшої комісії в історії норвезької військової музики. Паус, який має частково єврейське походження, також отримав замовлення від уряду Норвегії на написання хорового твору «Краса, що все ще залишається» на основі щоденника Анни Франк до офіційної 70-ї річниці закінчення Другої світової війни Норвегії.

## Дискографія
- Повілас Сирріст-Гельгота (Філармонія Осло), Слава Україні!, NRK, 2022[2]